# Mode enfantine

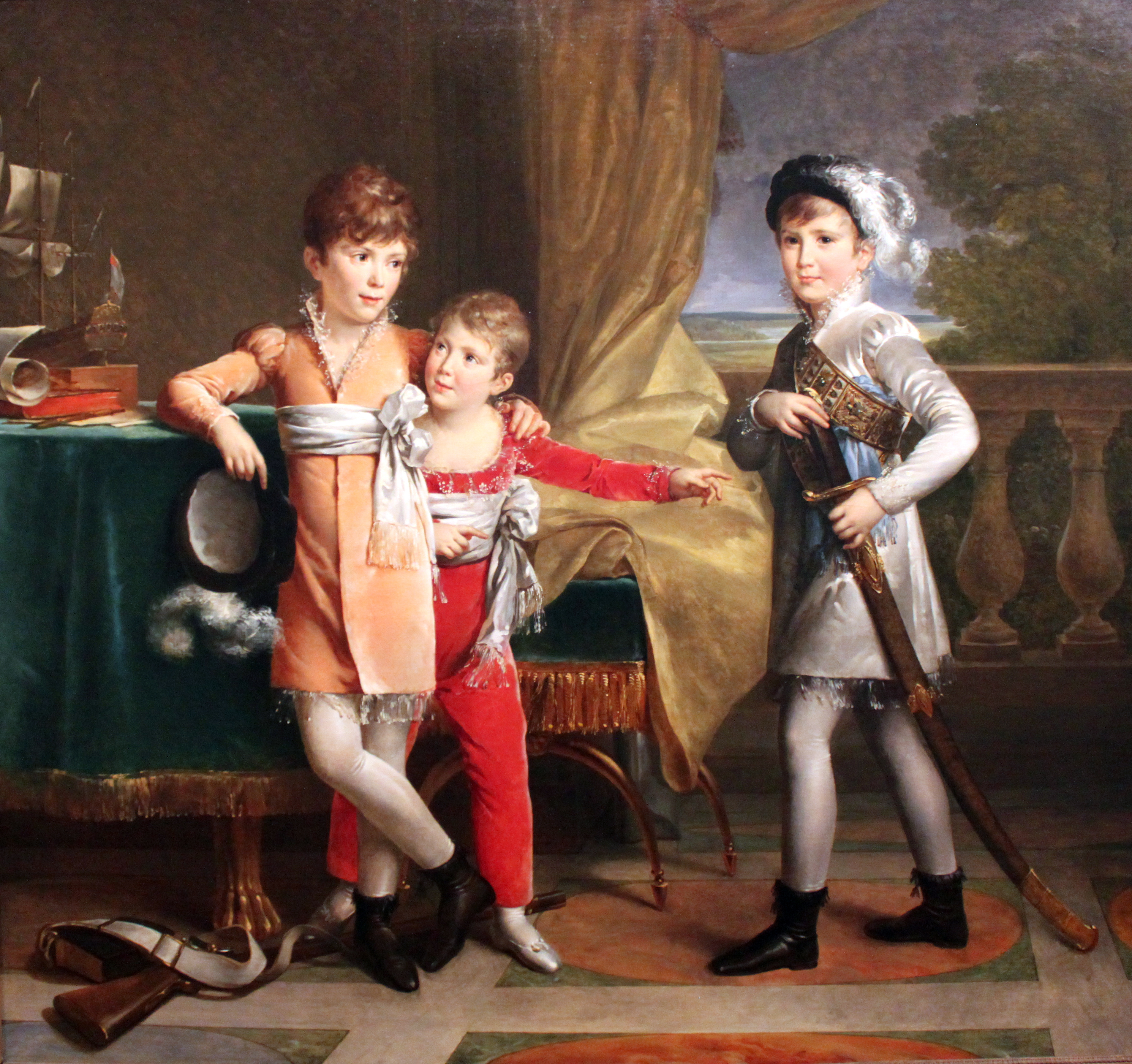
Les Fils du Maréchal Ney, tableau de Marie-Éléonore Godefroid, 1810.

La mode enfantine crée et fabrique des vêtements originaux pour les enfants de zéro à douze ans. 
Elle se répartit en vêtements pour bébés ou layette de zéro à deux ans et en vêtements pour enfants de deux ans à douze ans. La différence tenant au mode de vie des enfants dans les deux périodes. 

La première tient compte du fait que l'enfant dort beaucoup et met des couches ce qui amène la création d'ouverture spécifique pour changer l'enfant. Pour cette période, la croissance de l'enfant est plus rapide et les tailles sont rapprochées (en France : naissance, 3 mois, 6 mois, 12 mois, 18 mois (rare), 24 mois).

Alors qu'à partir de deux ans, l'enfant commence à être propre et plus autonome avec une sensibilité esthétique qui va en se développant. Pour cette période, la croissance est plus lente et les tailles sont plus espacées (en France : 2 ans, 3 ans, 4 ans, 5 ans, 6 ans, 8 ans, 10 ans, 12 ans).
Les créateurs de ce secteur développent des lignes de vêtements pour enfants dont le style se démarque des articles proposés par la grande distribution. Les plus grandes marques de vêtements pour adultes ont aujourd'hui leur département de mode enfantine.

## Historique

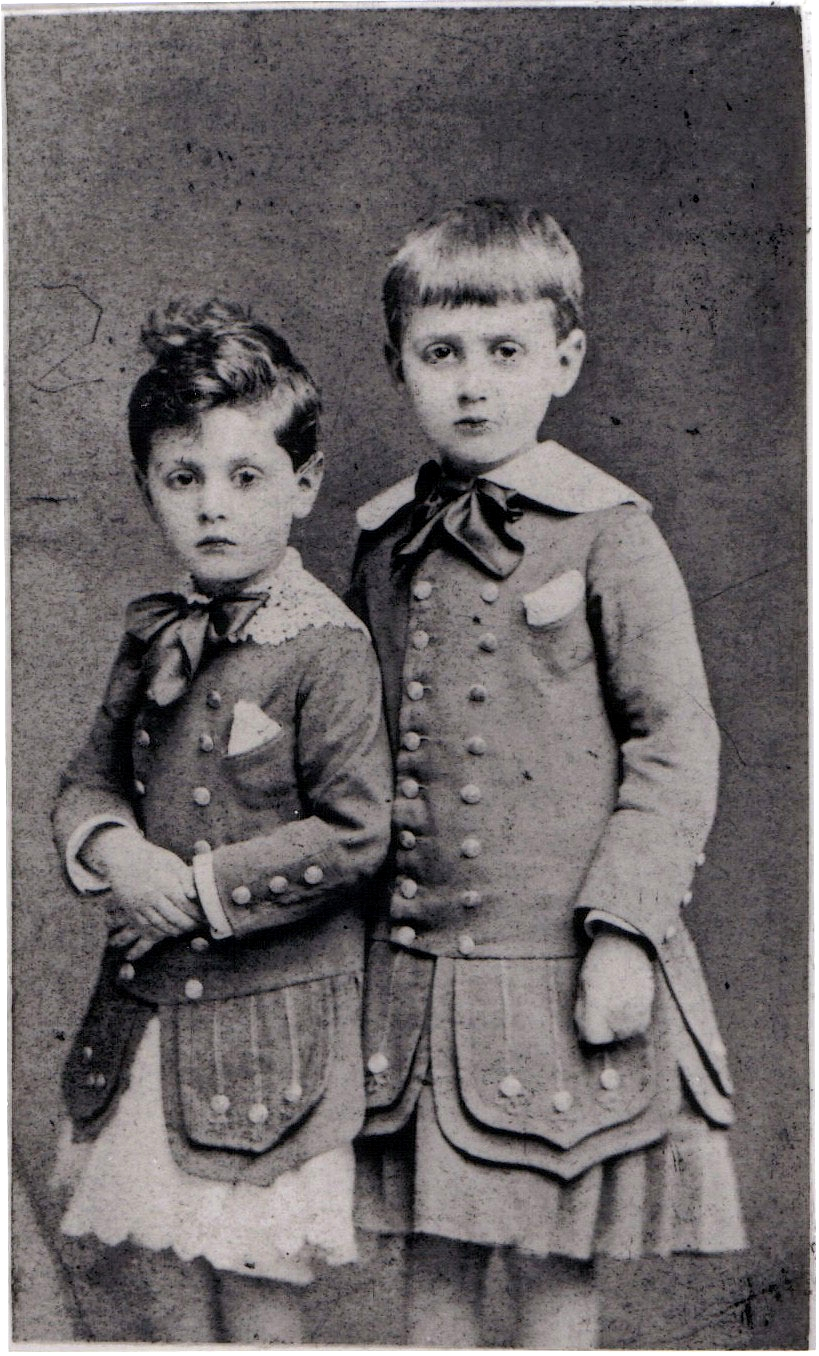
Les frères Proust, vers 1876, dans leur costume d'inspiration écossaise.

Historiquement, les vêtements pour bébés sont récents puisque jusqu'au XIXe siècle, les enfants étaient emmaillotés puis habillés avec des vêtements copiés sur ceux des adultes en miniature. La mode enfantine commence à se simplifier au XVIIIe siècle même si elle imite encore les vêtements des adultes.

Au XIXe siècle toujours apparaît la notion de tranches d'âge permettant l'élaboration d'une véritable mode enfantine qui se limitait auparavant au port d'une robe (fille et garçon) dès qu'ils savaient marcher, robe dont l'apparat représentait le statut social du père.

Cette première mode enfantine a ses classiques : le kilt, l'habit marin à rayures, la blouse scolaire, etc.
La layette tricotée à la main se développe alors, jusqu'à la généralisation du travail féminin et l'industrialisation de ce type de vêtement.

La tradition occidentale visant à choisir des layettes blanche, rose ou bleu date du XXe siècle. Son origine reste incertaine et deux hypothèses se la partagent. L'une visant à puiser dans l'imaginaire religieux pour interpréter les couleurs sans les attacher spécifiquement à un sexe, l'autre avançant que depuis le Moyen Âge, le rouge symbolise la femme et donc le bleu l'homme par opposition, les couleurs auraient été adoucies pour être portées par des enfants.

## Type de vêtements spécifiques aux enfants
- Barboteuse (combinaison légère)
- Bavoir
- Body
- Bonnet
- Brassière (cardigan croisé ou fermant dans le dos)
- Chaussons (en laine ou en cuir souple)
- Combinaison
- Combi-pilote
- Gigoteuse ou Turbulette
- Grenouillère (combinaison couvrant les pieds)
- Langes
- Nid d'ange

## Note
1. ↑  « Histoire des vêtements pour bébé », 30 octobre 2013
2. 1 2 3  Le Vêtement, Marie-Noëlle Boutin-Arnaud, S. Tasmadjian, Éditions Nathan, 1997.  (ISBN 2-09-182472-0)